# Бережное (Сумская область)
Бережное (укр. Бережне) — село,
Духановский сельский совет,
Конотопский район,
Сумская область,
Украина.
Код КОАТУУ — 5922083003. Население по переписи 2001 года составляло 214 человек.

## Географическое положение
Село Бережное находится на правом берегу реки Езуч,
выше по течению на расстоянии в 7 км расположено село Гвинтовое (Бурынский район),
ниже по течению на расстоянии в 7 км расположено село Червоный Яр,
на противоположном берегу — село Кросна.

## Экономика
- Молочно-товарная ферма.
- «Ераз», ЧП.

## Объекты социальной сферы
- Школа I—II ст.